# میدان هوایی نیروی هوایی ملی آمریکا در ویتینگ – جنوب
میدان هوایی نیروی هوایی ملی آمریکا در ساوت-ویتینگ (به انگلیسی: NAS Whiting Field – South) یک فرودگاه نظامی است که یک باند فرود آسفالت دارد و طول باند آن ۱۸۲۸ متر است . این فرودگاه در کشور ایالات متحده آمریکا قرار دارد و در ارتفاع ۵۴ متری از سطح دریا واقع شده‌است .